# Bavisi
Bavisi fou una thana o divisió de l'agència de Mahi Kantha, per controlar als petits estats. Estava administrada per un ajudant de l'agent. Tenia autoritat recaptadora sobre el tribut de dos estats feudataris de Satlasna i Bhalusna (tant aquests com els feudataris estaven dins la thana o divisió de Gadhwara o Gadwhara. A més tenia el control de 24 pobles matadari sense sobirà amb 72 llogarets, incloent-hi Barmuada. La superfície era de 249 km² i la població de 28.459 habitants. Els seus ingressos eren de 46.733 rúpies i pagava un tribut al Gaikwar de Baroda de 29.564 rúpies.